# Terebra
Terebra é um gênero de gastrópodes pertencente a família Terebridae.

## Espécies
Espécies do gênero Terebra incluem:
- Terebra achates Weaver, 1960
- Terebra adamsii E. A. Smith, 1873
- Terebra aikeni Terryn & Welsh, 2020
- Terebra albocancellata Bratcher, 1988
- Terebra albomarginata Deshayes, 1859
- Terebra amanda Hinds, 1844
- Terebra anilis (Röding, 1798)
- Terebra archimedis Deshayes, 1859
- Terebra argosyia Olsson, 1971
- Terebra argus Hinds, 1844
- Terebra babylonia Lamarck, 1822
- Terebra balabacensis Aubry & Picardal, 2011
- Terebra bellanodosaGrabau & S. G. King, 1928
- Terebra binii Aubry, 2014
- Terebra boucheti Bratcher, 1981
- Terebra bratcherae Cernohorsky, 1987
- Terebra caddeyi Bratcher & Cernohorsky, 1982
- Terebra caelata A. Adams & Reeve, 1850
- † Terebra canalis S.V. Wood, 1828
- Terebra castaneostriata Kosuge, 1979
- Terebra cingulifera Lamarck, 1822
- Terebra circinata Deshayes, 1857
- Terebra cognata Smith, 1877
- Terebra commaculata (Gmelin, 1791)
- Terebra connelli Bratcher & Cernohorsky, 1985
- Terebra consobrina Deshayes, 1857
- Terebra corrugata Lamarck, 1822
- Terebra cossignanii Aubry, 2008
- Terebra cumingii Deshayes, 1857
- Terebra deshayesii Reeve, 1860
- Terebra donpisori Terryn, 2017
- Terebra elliscrossi Bratcher, 1979
- Terebra erythraeensis Terryn & Dekker, 2017
- † Terebra exilis Bell, 1871
- Terebra eximia Deshayes, 1859
- Terebra fenestrata Hinds, 1844
- Terebra fernandae Aubry, 1991
- Terebra fernandesi Bouchet, 1983
- Terebra fijiensis Smith, 1873
- Terebra floridana (Dall, 1889)
- Terebra formosa Deshayes, 1857
- Terebra fujitai Kuroda & Habe, 1952
- Terebra funiculata Hinds, 1844
- Terebra gabriellae Aubry, 2008
- Terebra gaiae Aubry, 2008
- Terebra giorgioi Aubry, 1999
- Terebra grayi E. A. Smith, 1877
- Terebra guineensis Bouchet, 1983
- Terebra guttata (Röding, 1798)
- Terebra helichrysum Melvill & Standen, 1903
- Terebra histrio Deshayes, 1857
- Terebra hoaraui Drivas & Jay, 1988
- Terebra insalli Bratcher & Burch, 1976
- † Terebra inversa Nyst, 1843
- Terebra irregularis Thiele, 1925
- Terebra jacksoniana Garrard, 1976
- Terebra jenningsi R. D. Burch, 1965
- Terebra kantori Terryn, 2017
- Terebra knudseni Bratcher, 1983
- Terebra laevigata Gray, 1834
- Terebra lauretanae Tenison-Woods, 1878
- Terebra levantina Aubry, 1999
- Terebra ligata Hinds, 1844
- Terebra lillianae Withney, 1976
- Terebra lima Deshayes, 1857
- Terebra lindae Petuch, 1987
- Terebra luandensis Aubry, 2008
- Terebra mamillata R. B. Watson, 1886
- Terebra mariesi E. A. Smith, 1880
- Terebra marrowae Bratcher & Cernohorsky, 1982
- Terebra montgomeryi Burch, 1965
- Terebra moolenbeeki Aubry, 1995
- Terebra neglecta (Poppe, Tagaro & Terryn, 2009)
- † Terebra niauensis Tröndlé & Letourneux, 2011
- Terebra nodularis Deshayes, 1859
- Terebra noumeaensis Aubry, 1999
- Terebra ornata Gray, 1834
- Terebra pellyi Smith, 1877
- Terebra picta Hinds, 1844
- Terebra polygonia Reeve, 1860
- Terebra praelonga Deshayes, 1859
- Terebra pretiosa Reeve, 1842
- Terebra pseudopicta Aubry, 2008
- Terebra pseudoturbonilla Talavera, 1975
- Terebra punctatostriata Gray, 1834
- Terebra punctum (Poppe, Tagaro & Terryn, 2009)
- Terebra quoygaimardi Cernohorsky, 1987 & Bratcher, 1976
- Terebra raybaudii (Aubry, 1993)
- Terebra reticularis (Pecchioli in Sacco, 1891)
- Terebra robusta Hinds, 1844
- Terebra rosae Aubry, 2015
- Terebra russetae (Garrard, 1976)
- Terebra salisburyi Drivas & Jay, 1998
- Terebra stearnsii Pilsbry, 1891
- Terebra straminea Gray, 1834
- Terebra subangulata Deshayes, 1859
- Terebra subulata (Linnaeus, 1767)
- Terebra succinea Hinds, 1844
- Terebra swobodai Bratcher, 1981
- Terebra tagaroae Terryn, 2017
- Terebra taiwanensis Aubry, 1999
- Terebra taurina (Lightfoot, 1786) - flame auger
- † Terebra tenisoni Finlay, 1927
- Terebra terryni Poppe, Tagaro & Goto, 2018
- Terebra tessellata Gray, 1834
- Terebra tricolor Sowerby, 1825
- Terebra triseriata Gray, 1834
- Terebra twilae Bouchet, 1982
- Terebra unicolor Preston, 1908
- Terebra vanuatuensis Aubry, 1999
- Terebra vanwalleghemi Terryn, 2017
- Terebra vappereaui Tröndlé, Boutet & Terryn, 2013
- Terebra venilia Tenison-Woods, 1880
- Terebra vicdani Kosuge, 1981
- Terebra virgo Schepman, 1913
- Terebra waikikiensis Pilsbry, 1921

Nomen dubium
- Terebra bicincta Hinds, 1844
- Terebra tuberosa Hinds, 1844
- Terebra violascens Hinds, 1844

Situação incerta
- Terebra walkeri Smith, 1899 (é uma espécie de Cerithiidae)

## Sinônimos
Esta lista está incompleta
- Terebra aciculina Reeve, 1860: sinônimo de Hastula aciculina (Lamarck, 1822) (combinação original)
- Terebra acrior Dall, 1889: sinônimo de Neoterebra acrior (Dall, 1889)
- Terebra affinis Gray, 1834: sinônimo de Myurella affinis (Gray, 1834)
- Terebra alagoensis De Lima, Tenorio & De Barros, 2007: sinônimo de Neoterebra alagoensis (S. Lima, Tenorio & Barros, 2007)
- Terebra alba Gray, 1834: sinônimo de Neoterebra alba (Gray, 1834)
- Terebra alisi Aubry, 1999: sinônimo de Myurellopsis alisi (Aubry, 1999)
- Terebra allyni Bratcher & Burch, 1970: sinônimo de Neoterebra allyni (Bratcher & R. D. Burch, 1970)
- Terebra alveolata Hinds, 1844: sinônimo de Maculauger alveolatus (Hinds, 1844)
- Terebra ambrosia Melvill, 1912: sinônimo de Punctoterebra polygyrata (Deshayes, 1859)
- Terebra anseeuwi Terryn, 2005: sinônimo de Profunditerebra anseeuwi (Terryn, 2005)
- Terebra arabella Thiele, 1925: sinônimo de Punctoterebra arabella (Thiele, 1925)
- Terebra arcas Abbott, 1954 - Arcas auger: sinônimo de Neoterebra arcas (Abbott, 1954)
- Terebra armillata Hinds, 1844: sinônimo de Neoterebra armillata (Hinds, 1844)
- Terebra assimilis Pease, 1869: sinônimo de Punctoterebra plumbea (Quoy & Gaimard, 1833)
- Terebra assu Simone, 2012: sinônimo de Neoterebra assu (Simone, 2012)
- Terebra aubryi Gargiulo & Terryn, 2018: sinônimo de Punctoterebra aubryi (Gargiulo & Terryn, 2018)
- Terebra awajiensis Pilsbry, 1904: sinônimo de Punctoterebra awajiensis (Pilsbry, 1904)
- Terebra ballina (Hedley, 1915): sinônimo de Punctoterebra ballina (Hedley, 1915)
- Terebra barbieri Aubry, 2008: sinônimo de Oxymeris barbieri (Aubry, 2008) (combinação original)
- Terebra benthalis Dall, 1889: sinônimo de Duplicaria benthalis (Dall, 1889)
- Terebra bermonti Lorois, 1857: sinônimo de Punctoterebra succincta (Gmelin, 1791)
- Terebra berryi Campbell, 1961: sinônimo de Neoterebra berryi (G. B. Campbell, 1961)
- Terebra bifrons Hinds, 1844: sinônimo de Pristiterebra bifrons (Hinds, 1844)
- Terebra biminiensis (Petuch, 1987): sinônimo de Neoterebra biminiensis (Petuch, 1987)
- Terebra bourguignati Deshayes, 1859: sinônimo de Punctoterebra plumbea (Quoy & Gaimard, 1833)
- Terebra brandi Bratcher & Burch, 1970: sinônimo de Neoterebra brandi (Bratcher & R. D. Burch, 1970)
- Terebra brasiliensis (Smith, 1873): sinônimo de Neoterebra brasiliensis (E. A. Smith, 1873)
- Terebra brianhayesi Terryn & Sprag, 2008: sinônimo de Pellifronia brianhayesi (Terryn & Sprague, 2008)
- Terebra bridgesi Dall, 1908: sinônimo de Neoterebra bridgesi (Dall, 1908)
- Terebra caliginosa Deshayes, 1859: sinônimo de Punctoterebra caliginosa (Deshayes, 1859)
- Terebra campbelli R. D. Burch, 1965: sinônimo de Maculauger campbelli (R. D. Burch, 1965)
- Terebra cancellata Gray, 1834: sinônimo de Terebra cancellata Quoy & Gaimard, 1833
- Terebra cancellata Quoy & Gaimard, 1833: sinônimo de Punctoterebra succincta (Gmelin, 1791)
- Terebra capensis (E. A. Smith, 1873): sinônimo de Gradaterebra capensis (E. A. Smith, 1873)
- Terebra carolae Bratcher, 1979: sinônimo de Neoterebra carolae (Bratcher, 1979)
- Terebra casta Hinds, 1844: sinônimo de Hastula casta (Hinds, 1844)
- Terebra castaneofusca Thiele, 1925: sinônimo de Punctoterebra castaneofusca (Thiele, 1925)
- Terebra castigata A. H. Cooke, 1885: sinônimo de Maculauger castigatus (A. H. Cooke, 1885)
- Terebra cerithina Lamarck, 1822: sinônimo de Oxymeris cerithina (Lamarck, 1822)
- Terebra cernica Sowerby, 1894: sinônimo de Punctoterebra nitida (Hinds, 1844)
- Terebra churea Campbell, 1964: sinônimo de Neoterebra churea (G. B. Campbell, 1964)
- Terebra cinctella Deshayes, 1859: sinônimo de Maculauger cinctellus (Deshayes, 1859)
- Terebra cinerea (Born, 1778): sinônimo de Hastula cinerea (Born, 1778)
- Terebra circumcincta Deshayes, 1857 is a synonym for Perirhoe circumcincta (Deshayes, 1857)[4]
- Terebra clappi Pilsbry, 1921: sinônimo de Punctoterebra plumbea (Quoy & Gaimard, 1833)
- Terebra colombiensis Simone & Gracia, 2006: sinônimo de Neoterebra colombiensis (Simone & Gracia, 2006)
- Terebra colorata Bratcher, 1988: sinônimo de Hastula colorata Bratcher, 1988 (taxon inquirendum)
- Terebra concava (Say, 1826): sinônimo de Neoterebra concava (Say, 1826)
- Terebra consors Hinds, 1844: sinônimo de Oxymeris consors (Hinds, 1844)
- Terebra contigua Pease, 1871: sinônimo de Punctoterebra plumbea (Quoy & Gaimard, 1833)
- Terebra contracta (Smith, 1873): sinônimo de Punctoterebra contracta (E. A. Smith, 1873)
- Terebra corintoensis Pilsbry & Lowe, 1932: sinônimo deNeoterebra corintoensis (Pilsbry & Lowe, 1932)
- Terebra crassireticula (Lopes de Simone, 1999): sinônimo de Neoterebra crassireticula (Lopes de Simone, 1999)
- Terebra crassireticulata (Lopes de Simone & Verissimo, 1995): sinônimo de Terebra crassireticula Simone, 1999
- Terebra crenifera Deshayes, 1859: sinônimo de Neoterebra crenifera (Deshayes, 1859)
- Terebra crenulata (Linnaeus, 1758): sinônimo de Acus crenulata
- Terebra daniae Aubry, 2008: sinônimo de Hastula daniae (Aubry, 2008)
- Terebra dislocata (Say, 1822): sinônimo de Neoterebra dislocata (Say, 1822)
- Terebra doellojuradoi Carcelles, 1953: sinônimo de Neoterebra doellojuradoi (Carcelles, 1953)
- Terebra duplicata (Linnaeus, 1758): sinônimo de Duplicaria duplicata (Linnaeus, 1758)
- Terebra dussumierii Kiener, 1839: sinônimo de Duplicaria dussumierii (Kiener, 1839)
- Terebra edgarii Melvill, 1898: sinônimo de Duplicaria spectabilis (Hinds, 1844)
- Terebra efatensis Aubry, 1999: sinônimo de Teremitra efatensis (Aubry, 1999)
- Terebra elata Hinds, 1844: sinônimo de Neoterebra elata (Hinds, 1844)
- Terebra evelynae Clench & Aguayo, 1939: sinônimo de Profunditerebra evelynae (Clench & Aguayo, 1939)
- Terebra evoluta Deshayes, 1859: sinônimo de Duplicaria evoluta (Deshayes, 1859)
- Terebra exigua Deshayes, 1859: sinônimo de Punctoterebra textilis (Hinds, 1844)
- Terebra exiguoides Schepman, 1913: sinônimo de Punctoterebra exiguoides (Schepman, 1913)
- Terebra fenestrata Hinds, 1844: sinônimo de Triplostephanus fenestratus Hinds, 1844)
- Terebra flavescens Deshayes, 1859: sinônimo de Punctoterebra succincta (Gmelin, 1791)
- Terebra flavofasciata Pilsbry, 1921: sinônimo de Myurella flavofasciata (Pilsbry, 1921)
- Terebra frigata Hinds, 1844: sinônimo de Neoterebra frigata (Hinds, 1844)
- Terebra fuscotaeniata Thiele, 1925: sinônimo de Punctoterebra fuscotaeniata (Thiele, 1925)
- Terebra glossema Schwengel, 1942: sinônimo de Neoterebra glossema (Schwengel, 1942)
- Terebra guayaquilensis (Smith, 1880): sinônimo de Neoterebra guayaquilensis (Smith, 1880)
- Terebra guphilae Poppe, Tagaro & Terryn, 2009: sinônimo de Myurellopsis guphilae (Poppe, Tagaro & Terryn, 2009)
- Terebra hancocki Bratcher & Burch, 1970: sinônimo de Neoterebra hancocki (Bratcher & Burch, 1970)
- Terebra hemphilli Vanatta, 1924: sinônimo de Neoterebra hemphilli (Vanatta, 1924)
- Terebra hiscocki Sprague, 2004: sinônimo de Profunditerebra hiscocki (Sprague, 2004)
- Terebra hizenensis Pilsbry, 1904: sinônimo de Punctoterebra textilis (Hinds, 1844)
- Terebra hoffmeyeri Abbott, 1952: sinônimo de Punctoterebra plumbea (Quoy & Gaimard, 1833)
- Terebra incisa Faber, 2007: sinônimo de Neoterebra incisa (Faber, 2007)
- Terebra inflexa Pease, 1869: sinônimo de Punctoterebra swainsoni (Deshayes, 1859)
- Terebra intertincta Hinds, 1844: sinônimo de Neoterebra intertincta (Hinds, 1844)
- Terebra intumescyra De Lima, Tenorio & De Barros, 2007: sinônimo de Neoterebra intumescyra (S. Lima, Tenorio & Barros, 2007)
- Terebra isabella Thiele, 1925: sinônimo de Punctoterebra isabella (Thiele, 1925)
- * Terebra jacquelinae Bratcher & Burch, 1970: sinônimo de Neoterebra jacquelinae (Bratcher & Burch, 1970)
- Terebra japonica E. A. Smith, 1873: sinônimo de Punctoterebra japonica (E. A. Smith, 1873)
- Terebra juanica Dall & Simpson, 1901: sinônimo de Neoterebra juanica (Dall & Simpson, 1901)
- Terebra jungi Lai, 2001: sinônimo de Pellifronia jungi (Lai, 2001)
- Terebra kilburni R.D. Burch, 1965: sinônimo de Myurella kilburni (R.D. Burch, 1965)
- Terebra lamyi Terryn, 2011: sinônimo de Neoterebra lamyi (Terryn, 2011)
- Terebra lanceata Reeve, 1860: sinônimo de Hastula lanceata (Linnaeus, 1767)
- Terebra larvaeformis Hinds, 1844: sinônimo de Neoterebra larvaeformis (Hinds, 1844)
- Terebra leptapsis Simone, 1999: sinônimo de Neoterebra leptapsis (Simone, 1999)
- Terebra limatula Dall, 1889: sinônimo de Neoterebra limatula (Dall, 1889)
- Terebra lischkeana Dunker, 1877: sinônimo de Punctoterebra lischkeana (Dunker, 1877)
- Terebra livida Reeve, 1860: sinônimo de Punctoterebra livida (Reeve, 1860)
- Terebra longiscata Deshayes, 1859: sinônimo de Punctoterebra longiscata (Deshayes, 1859)
- Terebra lucana Dall, 1908: sinônimo de Neoterebra lucana (Dall, 1908)
- Terebra matheroniana Deshayes, 1859: sinônimo de Hastula matheroniana (Deshayes, 1859)
- Terebra mediapacifica: sinônimo de Hastula albula (Menke, 1843)
- Terebra mindanaoensis Aubry, 2008: sinônimo de Myurella mindanaoensis (Aubry, 2008)
- Terebra mugridgeae García, 1999: sinônimo de Neoterebra mugridgeae (García, 1999)
- Terebra nadinae Aubry, 2008: sinônimo de Duplicaria nadinae (Aubry, 2008)
- Terebra nassula Dall, 1889: sinônimo de Neoterebra nassula (Dall, 1889) - woven auger
- Terebra nathaliae (Drivas & Jay, 1988): sinônimo de Myurellopsis nathaliae (Drivas & Jay, 1988)
- Terebra nebulosa Sowerby, 1825: sinônimo de Myurella nebulosa (Sowerby, 1825)
- Terebra ningaloensis Aubry, 1999: sinônimo de Myurella ningaloensis (Aubry, 1999)
- Terebra ninfae Campbell, 1961: sinônimo de Gradaterebra ninfae (Campbell, 1961)
- Terebra nitida Hinds, 1844: sinônimo de Strioterebrum nitidum (Hinds, 1844)
- Terebra oculata Lamarck, 1822: sinônimo de Terebra guttata (Röding, 1798)
- Terebra omanensis Gargiulo, 2018: sinônimo de Profunditerebra omanensis (Gargiulo, 2018)
- Terebra orientalis Aubry, 1999: sinônimo de Profunditerebra orientalis (Aubry, 1999)
- Terebra pacei Petuch, 1987: sinônimo de Neoterebra pacei (Petuch, 1987)
- Terebra panamensis Dall, 1908: sinônimo de Neoterebra panamensis (Dall, 1908)
- Terebra paucincisa Bratcher, 1988: sinônimo de Punctoterebra paucincisa (Bratcher, 1988)
- Terebra pedroana Dall, 1908: sinônimo de Neoterebra pedroana (Dall, 1908)
- Terebra penicillata Hinds, 1844: sinônimo de Hastula penicillata (Hinds, 1844)
- Terebra pertusa (Born, 1778): sinônimo de Myurella pertusa (Born, 1778)
- Terebra plicata Gray, 1834: sinônimo de Neoterebra plicata (Gray, 1834)
- Terebra plicatella Deshayes, 1857: sinônimo de Punctoterebra nitida (Hinds, 1844)
- Terebra plumbea Quoy & Gaimard, 1833: sinônimo de Punctoterebra plumbea (Quoy & Gaimard, 1833)
- Terebra polygyrata Deshayes, 1859: sinônimo de Punctoterebra polygyrata (Deshayes, 1859)
- Terebra polypenus Pilsbry & Lowe, 1932: sinônimo de Microtrypetes polypenus (Pilsbry & Lowe, 1932)
- Terebra poppei Terryn, 2003: sinônimo de Profunditerebra poppei (Terryn, 2003)
- Terebra protexta (Conrad, 1846): sinônimo de Neoterebra protexta (Conrad, 1846)
- Terebra pseudofortunei Aubry, 2008: sinônimo de Myurella pseudofortunei (Aubry, 2008)
- Terebra punctata Gray, 1834: sinônimo de Terebra corrugata Lamarck, 1822
- Terebra rancheria Bratcher, 1988: sinônimo de Neoterebra rancheria (Bratcher, 1988)
- Terebra raphanula Lamarck, 1822: sinônimo de Hastula raphanula (Lamarck, 1822)
- Terebra remanalva Melvill, 1910: sinônimo de Duplicaria spectabilis (Hinds, 1844)
- Terebra roperi Pilsbry & Lowe, 1932: sinônimo de Neoterebra roperi (Pilsbry & Lowe, 1932)
- Terebra rosacea Pease, 1869: sinônimo de Punctoterebra rosacea (Pease, 1869)
- Terebra roseata A. Adams & Reeve, 1850: sinônimo de Punctoterebra roseata (A. Adams & Reeve, 1850)
- Terebra rushii Dall, 1889: sinônimo de Neoterebra rushii (Dall, 1889)
- Terebra sandrinae Aubry, 2008: sinônimo de Partecosta sandrinae (Aubry, 2008)
- Terebra sanjuanensis Pilsbry & H. N. Lowe, 1932: sinônimo de Neoterebra sanjuanensis (Pilsbry & H. N. Lowe, 1932)
- Terebra shyana Bratcher & Burch, 1970: sinônimo de Neoterebra shyana (Bratcher & Burch, 1970)
- Terebra simonei De Lima, Tenorio & De Barros, 2007: sinônimo de Neoterebra simonei (De Lima, Tenorio & De Barros, 2007)
- Terebra sorrentensis Aubry, 1999: sinônimo de Gradaterebra sorrentensis (Aubry, 1999)
- Terebra souleyeti Deshayes, 1859: sinônimo de Punctoterebra souleyeti (Deshayes, 1859)
- Terebra spirosulcata Simone, 1999: sinônimo de Neoterebra spirosulcata (Simone, 1999)
- Terebra sterigma Simone, 1999: sinônimo de Neoterebra sterigma (Simone, 1999)
- Terebra sterigmoides Simone & Gracia, 2006: sinônimo de Neoterebra sterigmoides (Simone & Gracia, 2006)
- Terebra stohleri Bratcher & Burch, 1970: sinônimo de Neoterebra stohleri (Bratcher & Burch, 1970)
- Terebra subtextilis E. A. Smith, 1879: sinônimo de Punctoterebra textilis (Hinds, 1844)
- Terebra subulata Lamarck, 1816 sinônimo de Terebra areolata A. Adams & Reeve, 1850, em si um sinônimo de Myurella kilburni (Burch, 1965)
- Terebra succincta (Gmelin, 1791): sinônimo de Punctoterebra succincta (Gmelin, 1791)
- Terebra swainsoni Deshayes, 1859: sinônimo de Punctoterebra swainsoni (Deshayes, 1859)
- Terebra thaanumi Pilsbry, 1921: sinônimo de Acus thaanumi (Pilsbry, 1921)
- Terebra tenuis Li, 1930 †: sinônimo de Pristiterebra tuberculosa (Hinds, 1844)
- Terebra textilis Hinds, 1844: sinônimo de Punctoterebra textilis (Hinds, 1844)
- Terebra tiarella Deshayes, 1857: sinônimo de Neoterebra tiarella (Deshayes, 1857)
- Terebra tiurensis Schepman, 1913: sinônimo de Punctoterebra tiurensis (Schepman, 1913)
- Terebra tricincta Smith, 1877: sinônimo de Duplicaria tricincta (E. A. Smith, 1877)
- Terebra trismacaria Melvill, 1917: sinônimo de Punctoterebra trismacaria (Melvill, 1917)
- Terebra turrita (E. A. Smith, 1873): sinônimo de Punctoterebra turrita (E. A. Smith, 1873)
- Terebra turschi Bratcher, 1981: sinônimo de Punctoterebra turschi (Bratcher, 1981)
- Terebra undatella Deshayes, 1859: sinônimo de Punctoterebra succincta (Gmelin, 1791)
- Terebra undulata Gray, 1834;: sinônimo de Myurella undulata (Gray, 1834)
- Terebra variegata]' Gray, 1834: sinônimo de Neoterebra variegata (Gray, 1834)
- Terebra vaubani Aubry, 1999: sinônimo de Myurellopsis vaubani (Aubry, 1999)
- Terebra veliae Aubry, 1991: sinônimo de Partecosta veliae (Aubry, 1991)
- Terebra vinosa Dall, 1889: sinônimo de Neoterebra vinosa (Dall, 1889)
- Terebra zebra Kiener, 1837: sinônimo de Oxymeris strigata (G. B. Sowerby I, 1825)